# Michail Ivanovič Pugovkin
Michail Ivanovič Pugovkin (in russo Михаил Иванович Пуговкин?; Rameški, 13 luglio 1923 – Mosca, 25 luglio 2008) è stato un attore sovietico e russo, insignito nel 1988 del titolo di Artista del Popolo dell'Unione Sovietica.

## Filmografia parziale
- Devčata, regia di Jurij Čuljukin (1961)
- Ivan Vasil'evič menjaet professiju, regia di Leonid Gajdaj (1973)
- Ne možet byt', regia di Leonid Gajdaj (1975)
- Sportloto-82, regia di Leonid Gajdaj (1982)